# Arne Berg
Axel Arne Berg (ur. 3 grudnia 1909 w Ösmo, zm. 15 lutego 1997 w Årsta) – szwedzki kolarz szosowy, brązowy medalista olimpijski.

## Kariera
Największy sukces w karierze Arne Berg osiągnął w 1932 roku, kiedy wspólnie z Bernhardem Britzem i Svenem Höglundem zdobył brązowy medal w drużynowej jeździe na czas podczas igrzysk olimpijskich w Los Angeles. Był to jedyny medal wywalczony przez Berga na międzynarodowej imprezie tej rangi. Na tych samych igrzyskach był dwudziesty w rywalizacji indywidualnej. W 1936 roku wystąpił na igrzyskach olimpijskich w Berlinie, gdzie indywidualnie był szesnasty, a drużyna szwedzka nie została sklasyfikowana. Ponadto sześciokrotnie zdobywał złote medale szosowych mistrzostw kraju, cztery drużynowo i dwa indywidualnie. W 1934 roku zdobywał złote medale zarówno drużynowo jak i indywidualnie na mistrzostwach krajów nordyckich w Helsinkach. Nigdy nie zdobył medalu na szosowych mistrzostwach świata.